# Charles Lancar
Pour les articles homonymes, voir Lancar.
Charles Lancar, né le 22 janvier 1943 à Tunis, est un écrivain français.

## Œuvres

### SérieLes Marchands
1. Adélaïde, Calmann-Lévy, 1989, 267 p.  (ISBN 2-7021-1784-8)
2. Adrien. 1918-1940, Ramsay, 1992, 296 p.  (ISBN 2-84041-011-7)
3. Antoine. 1940-1945, Belfond, 1998, 248 p.  (ISBN 2-7144-3478-9)

### Romans indépendants
- Tourbillons, Belfond, 1985, 339 p.  (ISBN 2-7144-1784-1)
- Passion bleu nuit, Calmann-Lévy, 1987, 243 p.  (ISBN 2-7021-1612-4)
- Les Racines du figuier, Plon, 1997, 305 p.  (ISBN 2-259-18408-1)Société des Gens de Lettres
- Passage Verdeau, Mazarine, 2000, 229 p.  (ISBN 2-86374-333-3)
- Cafés crème, Ramsay, 2005, 254 p.  (ISBN 2-84114-721-5)
- Le Vent des marchés, Belfond, 2010, 307 p.  (ISBN 978-2-7144-4487-5)[1]
- L’Ombre & le Philosophe, Ovadia, coll. « Histoires et destinées, 2012, 257 p.  (ISBN 978-2-915741-76-6)
- La Terre et le Ciel, Anne Carrière, 2014, 350 p.  (ISBN 978-2-8433-7728-0)

### Ouvrages divers
- La Révolte des bonbons, Gautier-Languereau, 1991, 24 p.  (ISBN 2-217-38101-6)Illustré par Marthe Seguin-Fontes
- Vendeurs en action ! Toutes les situations de vente et comment les réussir, Publi-Union, 1992, 127 p.  (ISBN 2-85790-078-3)
- Le Voyage de Gatinette, Gautier-Languereau, 1993, 24 p.  (ISBN 2-01-019515-9)Illustré par Roser Capdevila